# Trichosphaena
Trichosphaena  (лат.) — род жесткокрылых семейства чернотелок подсемейства Pimeliinae трибы Tentyriini.

## Описание
Крылья имеются. Надкрылья несут на плечах выступающие бугорки.

## Виды
В мировой фауне насчитывает 16 видов, в том числе:
- Trichosphaena chotanica (Semenov, 1891)
- Trichosphaena duodecimmaculata Nakane et Hayashi, 1955
- Trichosphaena olgae (Semenow, 1889)
- Trichosphaena quadrate Ren et Zheng, 1993
- Trichosphaena perraudierei (Marseul, 1867)
- Trichosphaena schusteri Reitter, 1922

## Распространение
Представители рода встречаются в Африке (пустыня Сахара), на Аравийском полуострове, в Иране, юге Казахстана и в Средней Азии, на северо-западе Китая и юге Монголии.